# 斗南順安宮
斗南順安宮，俗稱斗南媽祖廟，位於雲林縣斗南鎮長安路一段126號。清治乾隆元年(1736年)他里霧街成立同時，由斗南地方望族陳氏家族至中國福建省興化府莆田縣湄洲天后宮恭請湄洲聖二媽渡海來台奉祀。

## 奉祀神祇
斗南順安宮，主要奉祀湄洲聖二媽。清治同治元年，地方先賢曾大老善籌聯合轄區五十三庄（今斗南鎮二十二里及大埤鄉三結、吉田、豐岡、聯美、豐田、嘉興等等九村，斗六市三光、江厝兩里，虎尾鎮興南里；計四十村里內五十三庄），並將宮址遷移至今斗南鎮中天里內、順安街與中正路交叉路口之西北邊，修建壯觀宮宇，創立宮域五十三庄之宏偉壯觀之廟宇。由於斗南及鄰近地區盛產醬菜，現今斗南順安宮週邊有大量醬菜攤位，於是順安宮媽祖也被稱為「菜脯媽」。

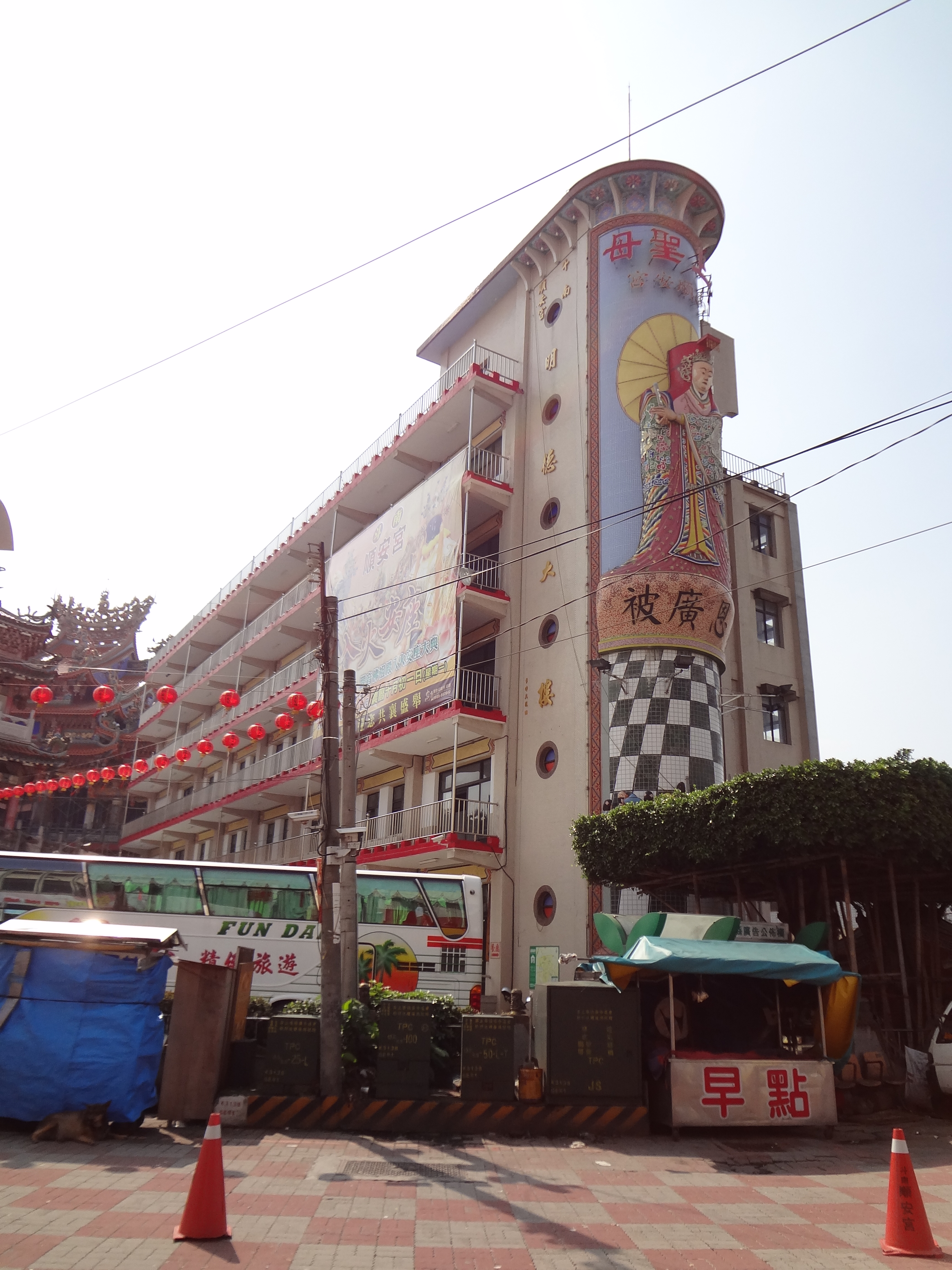
斗南順安宮明德大樓

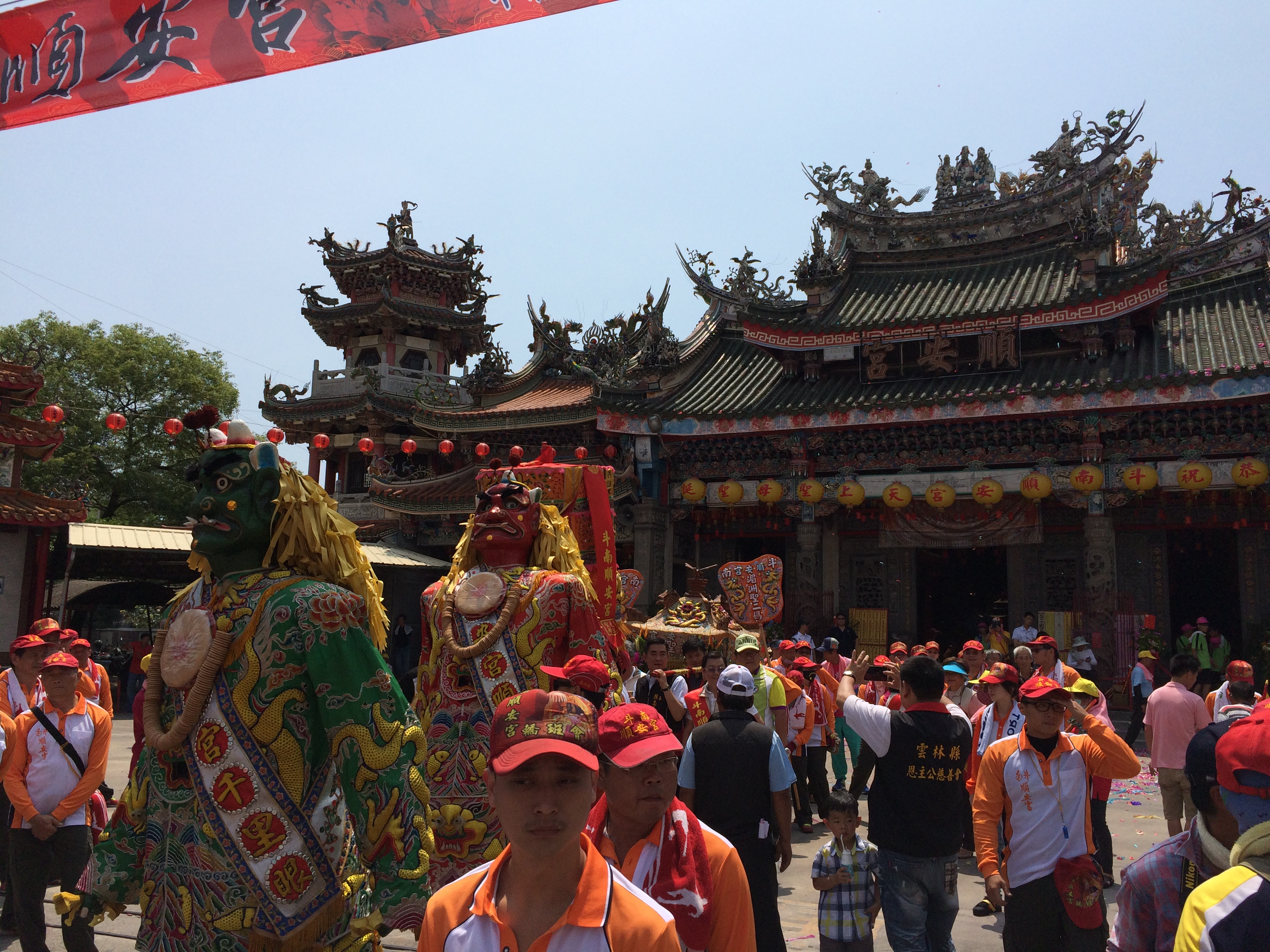
民國104年聖二媽出巡祈安繞境

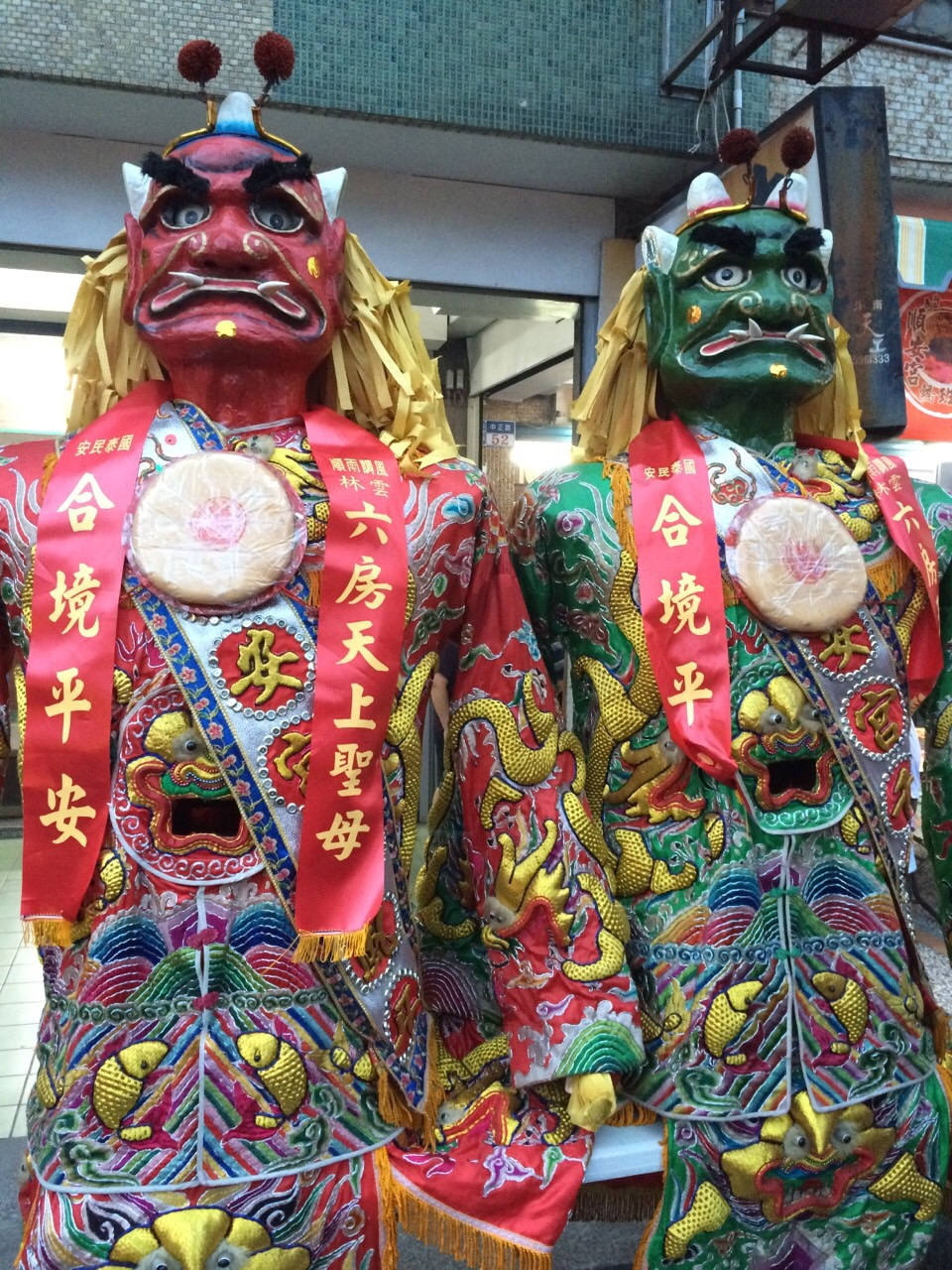
斗南順安宮千里眼與順風耳

## 歷史

### 寬永法師來台主持
清治嘉慶元年至福建湄洲天后宮謁祖進香時，當時湄洲朝天閣臨濟正宗沙彌寬永公侍從湄洲聖二媽來台，任順安宮住持禪師之職。寬永公於清治道光二十七年四月涅槃。民國六十八年一月，在斗南鎮新庄公墓地發現一基古墳，墓碑頂上兩邊刻『臨濟』兩字，中央刻「正宗重興順安宮順寂沙彌上清下讚寬永公神墓」二十字，左側刻下「道光丁未梅月」，右側刻下「孝徒全義 繼奉」得知為寬永法師之墳塋，並知寬永法師傳徒全義和尚。奉天上聖母令，准建『寬永祠』於順安宮後殿，奉祀寬永公法像及墓碑，以保存史蹟並追念勳功。

### 戰死日軍忠魂碑
日本陸軍省編《領臺戰事記》記載，明治二十八年(1895年)，日軍十三名士兵在他里霧(今斗南)順安宮被地方抗日人士擊死。昭和15年(1940年)，日本政府推行皇民化政策，在台南州斗六郡推行毀廟、燒神像；斗六郡守為爭功求榮特報私情，致力強制徹底拆毀原順安宮廟宇，不准保留石碑等古蹟，廟內石碑等聖蹟全部被打碎，並在原順安宮廟廷建立日軍戰死士兵十三人忠魂碑，以廢宮立碑報怨。由此，歷史悠久之原順安宮聖蹟俱廢無踪，神人同悲感嘆。惟聖母神像幸由善士曾清幕機密保藏。

### 順安宮復建
民國時期，宗教信仰恢復自由，五十三庄信者盼望早日復建。斗南文武聖廟感修堂堂主楊廷輝，向有復建順安宮、行功種福田之善心。民國五十一年逢彰化南瑤宮往笨港進香回鑾經斗南時，值年笨港進香聖四媽捉青乩諭示斗南本地有一媽祖神像為舊時媽祖廟之神尊因廟宇遭拆除流落在坊間，受貴地聖母所托特降下集合眾人告知此事。聖母於1964年九月初九日駕臨感修堂，揮筆詩示：「順風搖動季秋天，安建無章苦悶然。宮殿復成今望立，神如求名感修前。」感動楊廷輝和全體鑾生，決議並鼎助復建新宮。
於是斗南文武聖廟感修堂慈善發起復建順安宮新宮，籌就於1965年三月二十九日在斗南鎮公所召開宮域五十三庄代表大會，成立復建委員會，復建宮址決於1958年請斗南鎮靖興里地理師勘選之今宮址。民國55年一月十四日，由斗南鎮鎮長主持復建新宮動土典禮。民國61年五月二日，由斗南鎮鎮長主持落成，主持媽祖及諸尊神像進殿安座大典，在場觀禮信者三萬餘人、祝興藝隊六十餘陣，場面盛大感人，於此復建完成。

## 祭典
農曆三月二十一日出巡祈安遶境
五十三庄出巡祈安遶境

## 外部連結
- 斗南順安宮聖二媽轎班會 （页面存档备份，存于）
- 斗南鎮公所[永久]
- 雲林時光 （页面存档备份，存于）